# Jacques de Béthencourt
Pour les articles homonymes, voir Béthencourt (homonymie).
Compléments
Famille de Jean de Béthencourt
Jacques de Béthencourt est un médecin français du début du XVIe siècle qui exerçait la médecine à Rouen. On pense qu'il était de la famille de Jean de Béthencourt.

## Biographie
Selon la Biographie normande de Lebreton,
« il professait le calvinisme et il faillit, lors de la prise de Rouen par les troupes de Charles IX, être victime de son dévouement à ceux de sa religion ».
Il est l'un des premiers médecins français qui ait écrit sur la syphilis appelée alors vérole,. Il invente le terme de maladie vénérienne (en latin : morbus venereus) pour remplacer le mal français dans un livre publié à Paris en 1527 et intitulé Nova pœnitentialis Quadragesima nec non Purgatorium in morbum gallicum sive venereum ; una cum dialogo aqua: argenti ac Iigni Guaiaci colluctâtium super dicti morbi curationis prælatura.
Cet ouvrage fut traduit en 1871 sous le titre « Nouveau carême de pénitence et purgatoire d'expiation à l'usage des malades affectés du mal français ou mal vénérien. Ouvrage suivi d'un Dialogue, où le mercure et le gaïac exposent leurs vertus et leurs prétentions rivales à la guérison de ladite maladie » par le célèbre syphiligraphe Alfred Fournier pour « sauver de l’oubli immérité le nom d’un vieux pionnier de la science ».
Selon Brunet, « l'auteur appelle Quarême le gayac, parce ce que ceux à l'égard de qui on l'employait faisaient pendant 40 jours abstinence rigoureuse et Purgatoire, le mercure à cause des douleurs que l'on éprouve en en faisant usage. »